# 카지미에시 노바크
카지미에시 노바크(폴란드어: Kazimierz Nowak, 1897년 1월 11일~1937년 10월 13일 포즈난)은 폴란드의 여행가, 특파원, 사진가이다. 제1차 세계 대전 전후에는 포즈난에 거주하였다.
1931년부터 1936년까지 혼자서 자전거를 타거나 걸어서 아프리카를 여행했다. 그는 40,000km가 넘는 거리를 여행하였는데 세상에서 최초로 이러한 일을 해낸 사람으로 생각된다. 그의 이야기는 《자전거를 타고 또 걸어서 검은 대륙을 횡단하다》(Rowerem i pieszo przez Czarny Lad)라는 책으로 출판되었다.